# Micrapate schoutedeni
Micrapate schoutedeni is een keversoort uit de familie boorkevers (Bostrichidae). De wetenschappelijke naam van de soort is voor het eerst geldig gepubliceerd in 1935 door Lesne.